# La Guiche
La Guiche település Franciaországban, Saône-et-Loire megyében. Lakosainak száma 598 fő (2022. január 1.). La Guiche Ballore, Chevagny-sur-Guye, Le Rousset-Marizy, Mornay, Saint-Bonnet-de-Joux és Saint-Martin-de-Salencey községekkel határos.

## Népesség
A település népességének változása:
| Lakosok száma | 610  | 617  | 633  | 623  | 624  | 630  | 619  | 609  | 598  |
|               | 2013 | 2015 | 2016 | 2017 | 2018 | 2019 | 2020 | 2021 | 2022 |